# Bèrtran Ôbrée
Bertrand Aubré, alias Bèrtran Ôbrée, est un chanteur, poète et linguiste breton gallésant né en 1967 à Boistrudan (Ille-et-Vilaine).

## Biographie
Dans une interview donnée en 2012, Bèrtran Ôbrée indique qu'il a commencé à s'intéresser au gallo vers l'âge de 16 ans. Il aurait appris le gallo auprès de ses parents, dont c'était la langue maternelle, et de ses grands-parents.

## Publications
- « Poéteriy » – Poésie gallaise contemporaine (collectif), Le Lian hors-série n°1, Bertègn Galèzz, 1990.
- Motier de galo, Séré Admésœ, Rennes, 1995 (dictionnaire).
- Les sonantes et la syllabe en gallo, Université Rennes 2 Haute-Bretagne, 1998.
- Lire et écrire en gallo avec le Moga, Chubri, 2007 (2e édition corrigée en 2008[A 1], rectifications en 2013[A 2])
- Prénoms de Haute-Bretagne - Déz ptit non en galo, avec Matlao Ghiton, Morgane Houdemont, illustrations de Vincent Chassé, Le temps éditeur, 2013.

### Traductions
- Hergé, Sus l'ile naire, Rue des Scribes Éditions, 1993 (traduction en gallo de L'Île Noire avec Jean-Yves Bauge / Vonaod Baoje, Patrice Dréano / Patrik Deriano et André Lecoq / André le Co).
- Hergé, Lés Dorûres à la Castafiore, Rue des Scribes Éditions, 1997 (traduction en gallo des Bijoux de la Castafiore avec Jean-Yves Bauge / Vonaod Baoje, Patrice Dréano / Patrik Deriano et André Lecoq / André le Co).

## Discographie
- Ôbrée Alie
  - Alment d'If, Coop Breizh, 2000
  - Venté sou léz saodd, Chubri/Coop Breizh, 2004
- Bèrtran Ôbrée Trio
  - Olmon e olva, Dedd La/Coop Breizh, 2008